# ويليام هنري درايتون
ويليام هنري درايتون (بالإنجليزية: William Henry Drayton)‏ هو قاضي ومحامي أمريكي، ولد في 1742، وتوفي في 3 سبتمبر 1779 في فيلادلفيا في الولايات المتحدة.